# Portes Gil (Jalisco)
Portes Gil es una localidad del estado mexicano de Jalisco. Es parte del municipio de Ahualulco de Mercado.

## Toponimia
El nombre de la población rinde homenaje a Emilio Portes Gil, presidente de México de 1928 a 1930.

## Demografía
| Censo | Población |
| ----- | --------- |
| 2000  | 2 169     |
| 2010  | 2 353     |
| 2020  | 2 733     |